# Gary City
Gary City é uma cidade  localizada no estado norte-americano de Texas, no Condado de Panola.

## Demografia
Segundo o censo norte-americano de 2000, a sua população era de 303 habitantes.
Em 2006, foi estimada uma população de 307, um aumento de 4 (1.3%).

## Geografia
De acordo com o United States Census Bureau tem uma área de
4,9 km², dos quais 4,9 km² cobertos por terra e 0,0 km² cobertos por água.

## Localidades na vizinhança
O diagrama seguinte representa as localidades num raio de 28 km ao redor de Gary City.